# Victor Mancini
Vittorio "Victor" Mancini, född 26 maj 2002, är en amerikansk professionell ishockeyback som spelar för New York Rangers i National Hockey League (NHL).
Han har tidigare spelat för Hartford Wolf Pack i American Hockey League (AHL); Hanhals IF i Hockeyettan; Omaha Mavericks i National Collegiate Athletic Association (NCAA) samt Sioux Falls Stampede, Team USA och Green Bay Gamblers (United States Hockey League (USHL).
Mancini draftades av New York Rangers i femte rundan i 2022 års draft som 159:e spelare totalt.

## Statistik
| 2016–2017   | Honeybaked Hockey Club U14    | HPHL            | 20  | 1  | 2  | 3  | 16 | —  | — | — | — | — |
| 2017–2018   | Detroit Compuware U16         | HPHL            | 15  | 0  | 5  | 5  | 16 | —  | — | — | — | — |
| 2018–2019   | Little Caesars AAA Hockey U16 |                 | 70  | 12 | 26 | 38 | —  | —  | — | — | — | — |
|             | Little Caesars AAA Hockey U16 | T1EHL           | 8   | 1  | 2  | 3  | 2  | —  | — | — | — | — |
|             | Sioux Falls Stampede          | USHL            | 3   | 0  | 0  | 0  | 0  | —  | — | — | — | — |
|             | Team USA                      | USHL            | 1   | 0  | 0  | 0  | 0  | —  | — | — | — | — |
|             | U.S. National U17 Team        |                 | 1   | 0  | 0  | 0  | 0  | —  | — | — | — | — |
| 2019–2020   | Frölunda HC J18               | J18 Elit        | 8   | 3  | 3  | 6  | 4  | —  | — | — | — | — |
|             | Frölunda HC J18               | J18 Allsvenskan | 6   | 0  | 0  | 0  | 4  | 1  | 0 | 0 | 0 | 2 |
|             | Frölunda HC J20               | J20 Superelit   | 38  | 9  | 5  | 14 | 24 | —  | — | — | — | — |
| 2020–2021   | Frölunda HC J20               | J20 Superelit   | 19  | 5  | 5  | 10 | 10 | —  | — | — | — | — |
|             | Hanhals IF                    | Hockeyettan     | 5   | 1  | 0  | 1  | 2  | —  | — | — | — | — |
|             | Green Bay Gamblers            | USHL            | 33  | 4  | 9  | 13 | 12 | 2  | 0 | 0 | 0 | 0 |
| 2021–2022   | Omaha Mavricks                | NCAA            | 38  | 0  | 5  | 5  | 26 | —  | — | — | — | — |
| 2022–2023   | Omaha Mavricks                | NCAA            | 32  | 0  | 8  | 8  | 10 | —  | — | — | — | — |
| 2023–2024   | Omaha Mavricks                | NCAA            | 40  | 4  | 6  | 10 | 8  | —  | — | — | — | — |
|             | Hartford Wolf Pack            | AHL             | 7   | 0  | 3  | 3  | 4  | 10 | 0 | 3 | 3 | 6 |
| 2024–2025   | New York Rangers              | NHL             | 1   | 0  | 0  | 0  | 0  | —  | — | — | — | — |
| NHL totalt  | NHL totalt                    | NHL totalt      | 1   | 0  | 0  | 0  | 0  | —  | — | — | — | — |
| NCAA totalt | NCAA totalt                   | NCAA totalt     | 110 | 4  | 19 | 23 | 44 | —  | — | — | — | — |
| USHL totalt | USHL totalt                   | USHL totalt     | 37  | 4  | 9  | 13 | 12 | 2  | 0 | 0 | 0 | 0 |